# Kościół Najświętszego Ciała i Krwi Chrystusa w Sokółce
Kościół pw. Najświętszego Ciała i Krwi Chrystusa w Sokółce – rzymskokatolicka świątynia położona w metropolii białostockiej w Sokółce przy ul. Jana Pawła II nr 5. Parafia erygowana w 1987 r., a kościół w roku 1984.

## Historia
W roku 1983 na zebraniu dekanalnym w Sokółce przy udziale ks. bp Edwarda Kisiela zapadła decyzja o budowie kościoła na Osiedlu Zielonym przy obecnej ulicy Jana Pawła II. Działka pod budowę świątyni została notarialnie przekazana w roku 1984. W dniu 26 maja po wizytacji, sufragan Edward Ozorowski dokonał poświęcenia placu pod budowę kościoła pw. Najświętszego Ciała i Krwi Chrystusa, a także została odprawiona pierwsza Msza Święta przy polowym ołtarzu. W czerwcu bp Edward Kisiel wspólnie z dziekanem sokólskim ks. Tadeuszem Kalinowskim kierują ks Józefa Kuczyńskiego do budowy nowego kościoła. W lipcu i sierpniu tego roku została wzniesiona kaplica drewniana, a plac kościelny został ogrodzony. Do realizacji świątyni wybrano projekt mgra inż. Hieronima Kiezika z Białegostoku.
Ks. bp Edward Kisiel dekretem z dnia 12 czerwca 1987 roku erygował nową parafię na Osiedlu Zielonym, mianując ks. Józefa Kuczyńskiego pierwszym proboszczem, a 23 października 1988 roku dokonał poświęcenia kamienia węgielnego pod budowę kościoła. W kolejnych latach prowadzono intensywne prace przy wznoszeniu ścian i dachu kościoła. W roku 1992 zakończono prace przy pokryciu dachu. W następnym roku ułożono posadzkę w kościele, umieszczono ołtarz i wmontowano tabernakulum. W dniu 10 października 1993 roku ks. abp metropolita białostocki Stanisław Szymecki dokonał konsekracji kościoła.

## Duszpasterstwo

### Księża
Posługę duszpasterską w kościele sprawują:
- ks. kan Bogusław Urban – proboszcz
- ks. mgr Tomasz Łapiak – wikariusz
- ks. mgr Tomasz Mnich – wikariusz
- ks. kan Józef Kuczyński – emeryt

### Msze św.
- W niedziele i święta:

godz. 07:00; 09:00; 11:00; 17:00 (w czasie letnim 18:00).
- W dni powszednie:

godz. 07:00; 17:00 (w czasie letnim 18:00).